# Distretto di Lakhonepheng
Il distretto di Lakhonepheng è uno degli otto distretti (mueang) della provincia di Salavan, nel Laos. Ha come capoluogo la città di Lakhonepheng.